# 三浦淳史
三浦 淳史（みうら あつし、1913年11月1日 - 1997年10月13日）は、日本の音楽評論家。秋田市生まれ。イギリス音楽の第一人者として知られた。

## 略歴
父は北海道帝国大学工学部で冶金学の教授を務めていた。札幌第二中学校（現札幌西高等学校）で伊福部昭、佐藤忠良らと知り合う。北大予科在学中の1934年、伊福部らと共に「新音楽連盟」を結成する。当時に映画『慕情』のモデルとなるイアン・モリソン（映画ではマーク・エリオット）に英語のてほどきを受ける。その後“落第”して東北帝国大学に転じる。1940年、同大学法文学部を卒業する。ここでは村岡典嗣による日本思想史の講義を受講したという。北大予科在学中から音楽誌『月刊楽譜』に「札幌楽信」等を寄稿、戦後音楽誌の復活に伴い、音楽ジャーナリズムで活躍するようになった。イギリスをはじめとする諸外国への取材旅行を重ねるのみならず、『タイムズ』紙や『タイム』誌といった新聞雑誌から『グローヴ音楽事典』に至るまで、洋書を広く渉猟して欧米の音楽事情に精通し、「海外屋」の異名をとった。そのため、出版社やレコード会社からの信頼も厚かった。イギリスの作曲家では、ヴォーン・ウィリアムス、フレデリック・ディーリアスなどを高く評価していた。

## 評論スタイル
「演奏家はその演奏だけ聴けばよいというご意見もあるわけですが、人間的なことに興味のある者としては、やはり演奏家の人間性とか、エピソードとかに関心をいだきたくなるのも人情というものでしょう。 （中略） エピソードほど、その人の人間性のにじみでているものもありますまい」、「エピソードを欠いている人間描写とか人物論は、スパイスのない料理にひとしい」と述べている。音楽そのものの描写は簡潔な印象を記すにとどめ、専らエピソードの紹介を通じて音楽家の人間像を描くことに努めるが彼のやり方であった。オットー・クレンペラーの奇行の数々に代表されるような、こんにち広く語られるようになった音楽家のエピソードには、三浦によって紹介されたものが多く含まれている。クレンペラーのエピソードもそうだが、三浦の紹介するエピソードには音楽家を神格化する類のものよりも、むしろ偶像破壊的なものが多かった（代表例はフレデリック・ディーリアス、ベンジャミン・ブリテンなど）。この点で、彼が翻訳したヒューエル・タークイの『分析的演奏論』に「人間の光と影」という副題が付いていることは象徴的である。三浦は音楽家の「光」の部分のみを描くようなことはしなかった。自我を前面に押し出すことをせず、エピソードをして語らしめるのが彼の音楽評論であった。
略歴でも触れたように、三浦は早くから欧米の音楽事情に通じており、その紹介に努めて「海外屋」の異名をとった。例えば、有名指揮者のほとんどが所属するという音楽事務所「CAMI（コロムビア・アーティスツ・マネージメント・インク）」の存在はノーマン・レブレヒト『巨匠神話』（日本語版は1996年出版）によって認知されるようになったが、三浦は、既に1970年代にはこの組織に言及していた。なお、「海外屋」と命名したのは「某音楽出版社のK部長」であるというが、それ以上のことはつまびらかでない。

## イギリス音楽の「十字軍」として
彼は「評論家十字軍説」という文章の中で「批評家というものは、何かをひじょうに支持するか、あるいは何かにひじょうに反対するかしなくてはならない」というアメリカの音楽評論家の説を引用しているが、三浦が非常に支持したのはイギリスの音楽であった。1950年代には既に英米の音楽に強い評論家としての地位を築いていた。ネヴィル・マリナーなど親交のある音楽家の姿を日本に伝え、またジャクリーヌ・デュ・プレの熱烈なファンを以て自認する一方、ジョージ・バターワースを初めとして、ロジャー・キルター、アーネスト・ジョン・モーランといった知られざるイギリスの作曲家を紹介することも忘れなかった。

## 伊福部昭と三浦淳史
札幌二中在学中、三浦は伊福部に「音楽をやるなら作曲以外は意味がない」と作曲を勧め、後に伊福部から（自分を作曲界に陥れたという意味で）「メフィストフェレス」と称された。「優れたアジテイター」と自称するメフィストは盛んに活動した。あるとき三浦は、伊福部と共にスペインのピアニストであるジョージ・コープランドのレコードを聴いて感激、文通を始める。三浦が「友人に作曲家がいる」と書き送ったところ「作品を送るように」との返信があり、三浦は「これで曲を送らなかったら国際問題だな」と伊福部を脅迫（むろん冗談であろう）、伊福部はピアノ曲を書かざるを得ない状況に追い込まれてしまった。こうして生まれたのが伊福部の事実上の処女作「ピアノ組曲」（1933年）である。本作は1990年代になって「日本組曲」の題名で管絃楽曲や箏曲に編曲され、伊福部のライフワーク的作品となった。
また、前述の「新音楽連盟」は1934年9月30日に札幌で「第1回国際現代音楽祭」を開催してエリック・サティの作品などを日本初演しているが、このとき三浦は曲目解説を執筆し、そのパンフレットは36ページに及んだ。ここで取り上げられた曲目に独墺系の作品は含まれておらず、主にフランスやスペインの音楽によって構成されていた。こうしたフランス好みは三浦と伊福部に共通しており、その由来について三浦は「わたしがろくにフランス語もできもしないくせに、フランス語やフランス歌曲にひかれるのは、感じやすい若い時代に、フランスのレコードが活躍で、けっしてドイツにひけをとらなかったため、フランス歌曲のレコードが盛んにわが国でプレスされたせいなのである」と述べている。
レコードは三浦と伊福部の家にもあったようだが。、彼らはレコードを聴くために連れだってあちこちに出かけた。当時札幌にあった名曲喫茶「ネヴオ」では、夜の10時ごろになって客足が遠ざかると、店主は現代音楽のレコードをかけてくれたという。彼らはここで、ドビュッシーの「ペレアスとメリザンド」などを初めて聴くことになる。彼らはヨーロッパから楽譜や理論書を取り寄せて共に音楽修業に励む仲であった。
伊福部の代表作「シンフォニア・タプカーラ」は三浦に献呈されている。作曲者曰く、この交響曲は十勝平野（アイヌ語でシャアンルルー）に暮らすアイヌへの共感とノスタルヂアが動機となって作曲された。そのシャアンルルーの世界を音にして都会人の三浦に伝えたい、というのが献呈の経緯であるという。「アイヌ語でシャアンルルーと呼ぶ高原の一寒村」に音楽的故郷を持つ伊福部とは対照的に、札幌で育った三浦は伊福部の言う通り都会人であることを自認しており、「人は観念的に大都会を嫌ったりしがちだが、田園に自由ありや否や？　ぼくなんかも、大都会に自由ありのほうで」などと述べている。このように対照的な資質をも有する2人であったが、後に伊福部は三浦が亡くなったときのことを回想して「その晩は、音楽を書きたいと思うようになって以来のことがすべて思い出されてしまい、今昔の感に堪えないというか、名状しがたい気分に襲われました」と述べており、ここからは伊福部の音楽形成が三浦と共にあったことが窺われる。
後に三浦はイギリス音楽の紹介者として知られるようになり、伊福部はロシア音楽へ向けて自らの音楽世界を広げていったのであったが、青年期に音楽遍歴を共にした彼らの音楽嗜好には共通するものがあった。先に触れた新音楽連盟の演目からも察せられるように、彼らは独墺系の音楽よりもフランスやスペインの音楽を愛した。三浦に至っては酒もフランスやスペインのものが好きであったらしく、彼の文章には早くから「ボージョレー・ヌーヴォー」の名が頻出し、またシェリーも好んだようである。何度か触れているように、三浦と言えばイギリスだが、意外にもイギリスのエールは苦手だったらしく、文章に出てこないところを見るとスコッチ・ウイスキーもそれほど好まなかったものと考えられる。なお、伊福部も酒豪で知られた。
また、彼らは共に愛煙家でもあった。銘柄は、伊福部がダンヒル、三浦がキャメル。曰く、「何もキャメルでなくたっていいのだが、ぼくの場合は、初めて喫った舶来タバコ──戦前は“洋モク”などという品のない言葉はなかった──に回帰すること、久しいので、タバコといえば、キャメルなのである」
三浦が死去した時、伊福部は「兄の勲も若い頃の音楽仲間も既に亡く、自分だけが残って寂しい限りです」とその死を嘆いた。

## 著書
単著
- 『現代アメリカ音楽』（新興音楽出版社、1948年4月）
- 『世界の音楽』（高山書院、1950年12月）
- 『レコードを聴くひととき ぱあと1』（東京創元社、1979年1月）
- 『レコードのある部屋』（湯川書房、1979年4月）
- 『演奏家ショート・ショート』（1983年4月）
- 『レコードを聴くひととき ぱあと2』（東京創元社、1983年8月）
本書p.376-379に収められた「かみつれの薬湯」は筆者曰く、歌人の塚本邦雄から「過褒なほどお褒めの言葉を戴いた」[29]作品。
- 『続・演奏家ショート・ショート』（音楽之友社、1984年6月）
- 『20世紀の名演奏家 今も生きている巨匠たち』（音楽之友社、1987年5月）
- 『アフター・アワーズ 三浦淳史の音楽切抜き帖』（音楽之友社、1990年5月）
「切抜き帖」という副題は、恐らく三浦の文章作成術に由来している。彼には、海外滞在時に使えそうな記事を見つけたら「すぐ切抜いて紙袋に入れる習慣（適当にまとまったら普通便で自宅宛送っておく）」[30]があり、その他にも、執筆の際には普段からスクラップ・ブックを多用していたことを文章の各所で確認することができる。
- 『英国音楽大全』（音楽之友社、2022年）「イギリス音楽」エッセイ・評論＆楽曲解説の集成

共著
- 音楽之友社編『名曲の案内 上』（音楽之友社、1956年4月）
ヴォーン・ウィリアムズ、グローフェ、ガーシュウィン、コープランド、ブリトゥンの項を担当。※上巻は管弦楽曲を解説したもの。
- 音楽之友社編『名曲の案内 中』（音楽之友社、1956年8月）
ブロッホとガーシュウィンの項を担当。※中巻は協奏曲及び室内楽曲の解説にあてられている。
- 音楽之友社編『名曲の案内 下』（音楽之友社、1956年11月）
サリヴァン、ハーバート、フリムル、ガーシュウィン、カーン、メノッティ、ブリトゥンの項を担当。※下巻は歌劇および宗教曲をふくむ声楽曲にあてられている。
- 音楽芸術編『20世紀の音楽』（音楽之友社、1965年1月）
「現代イギリス音楽の特殊性」と作品解説「ブリットゥン〈ルクレツィアの凌辱〉」を執筆。
- 音現ブックス4『交響曲の世界』（芸術現代社、1981年10月）
「“長編”交響曲の薦め」を寄稿。三浦は大型の重い本が大好きだったせいか[31]、音楽に関しても「長篇好き」だったらしい。曰く「50分で読み上げられる長篇小説はないのだから、文学から見ると、交響曲の長さなどはたかが知れている。……一日では聴ききれない音楽というものがあったっていい」。
- 音現ブックス6『名指揮者50人』（芸術現代社、1982年5月）
アンドレ・プレヴィンの項を担当。
- 『レコード芸術・別冊 名曲名盤500ベスト・レコードはこれだ!!』（音楽之友社、1983年7月）
選者の一人に名を連ねる。演奏家としてのバレンボイムは高く評価していたようだ。また、このページにまだ挙げられていない演奏家ではカルロス・クライバー、イツァーク・パールマン、マウリツィオ・ポリーニなどを推薦していることが多い。
- 『レコード芸術・別冊 名盤コレクション 私の愛聴盤ベスト10』（音楽之友社、1983年11月）
「初演の想い出がなつかしいブリテンの≪ヴェニスに死す≫」を寄稿。1973年、三浦は「ヴェニスに死す」の世界初演を聴くべく、オールドバラ音楽祭に出かけている。
- 音現ブックス9『世界のオーケストラ辞典』（芸術現代社、1984年5月）
シカゴ交響楽団の項を担当。
- 相良侑亮編『伊福部昭の宇宙』（音楽之友社、1992年5月）
「メフィストと作曲家」を執筆。
- ONTOMO MOOK『クラシック 不滅の巨匠たち CDに生き続ける名演の時代』（音楽之友社、1993年7月）
アンセルメとセルの項を担当。
- ONTOMO MOOK『クラシック 続・不滅の巨匠たち 忘れえぬ名演奏家96人』（音楽之友社、1994年12月）
エイドリアン・ボールト、クリフォード・カーゾン、ジュリアス・カッチェン、ホルヘ・ボレット、ユーディ・メニューインの項を担当。

訳書
- ヒューエル・タークイ『分析的演奏論 人間の光と影』（音楽之友社、1973年）
- アントニー・ギシュフォード編『グランド・オペラ 世界の歌劇場に見るオペラの歴史』（音楽之友社、1975年）
中河原理との共訳。三浦は後半部分を訳出（コヴェント・ガーデン王立歌劇場、グラインドボーン、モールティングズなど）。

## 注
1. 1 2 3 4 5 6 7 8  「故三浦淳史さんの思い出 - 伊福部昭さんに聞く」聞き手・谷本裕、北海道新聞、1997年10月16日夕刊
2. ↑  三浦曰く「まだ“留年”などという美しい言葉の発明されていない時代だった」（『レコードのある部屋』p.182）
3. ↑  『レコードを聴くひととき ぱあと1』p.157
4. ↑  山野楽器が発行していた音楽雑誌で、『音楽の友』の前身の一つ。同誌は1941年に行われた雑誌の戦時統合により、『月刊楽譜』と『音楽世界』、『音楽倶楽部』が一つになって生まれた。
5. ↑  例えば、『レコードを聴くひととき ぱあと2』だけでも20を越す新聞雑誌の名前が登場する。
6. ↑  同書[何の?]p.444。同様の記述は『20世紀の名演奏家』p.292にもある。
7. ↑  『演奏家ショート・ショート』p.163。また、同様の表現は『続・演奏家ショート・ショート』p.158にも見うけられる。
8. ↑  「夏の歌」（『レコードのある部屋』p.6-35）
9. ↑  「ベンジャミン・ブリテンへの弔花」（同書[何の?]p.154-166）
10. ↑  『レコードを聴くひととき ぱあと1』p.178。なお、この組織名はこの後も三浦の文章に幾たびか登場している。
11. ↑  同書[何の?]p.443
12. ↑  同書[何の?]p.172
13. ↑  『演奏家ショート・ショート』p.152など
14. ↑  『レコードのある部屋』p.180-208など
15. ↑  同書[何の?]p205-207
16. ↑  『アフター・アワーズ』p.195-197
17. ↑  「伊福部昭とメフィスト」（『音楽芸術』1957年5月号）
18. ↑  木部与巴仁『合本 伊福部昭・音楽家の誕生／タプカーラの彼方へ』p.383
19. ↑  『レコードのある部屋』p.50
20. ↑  フランスで学んだ三浦の父のコレクションには、ストラヴィンスキーの『ペトルーシュカ』『春の祭典』などがあり、伊福部と二人でそれらをよく聴いたという（「故三浦淳史さんの思い出 - 伊福部昭さんに聞く」聞き手・谷本裕、北海道新聞、1997年10月16日夕刊）
21. ↑  木部前掲書p.383
22. ↑  三浦は「交響曲・愛聴盤30選」を音現ブックス4『交響曲の世界』に寄稿しているが、そこに日本人の作品としては唯一「タプカーラ交響曲」（芥川＝新響、FO1351）を入れている。なお、「タプカーラ交響曲」は「シンフォニア・タプカーラ」の異称。
23. ↑  CD「伊福部昭管弦楽選集」（FOCD2545）解説より
24. ↑  木部前掲書p.399-400
25. ↑  前掲CD解説より
26. ↑  『アフター・アワーズ』p.47
27. ↑  木部前掲書p.387
28. ↑  『続・演奏家ショート・ショート』p.184
29. ↑  『レコードを聴くひととき ぱあと2』p.445
30. ↑  『レコードを聴くひととき ぱあと1』p.215
31. ↑  『レコードを聴くひととき ぱあと2』p.398